# 弗兰特罗亚尔 (弗吉尼亚州)
弗兰特罗亚尔（Front Royal）是美国弗吉尼亚州沃伦县的县治。根据2010年美国人口普查，共有14,440人，其中白人占绝对多数。